# Eruption (album)
Az Eruption című album az azonos nevű együttes 1977-ben megjelent debütáló albuma, melyről kettő kislemez jelent meg 7" inches és 12" inches bakelit formátumban. Az album előkészületeit, produceri munkáit Frank Farian, és Rainer Maria Ehrhardt készítette elő. Az album slágerlistás helyezést is elért. A Computer Love című dal is sikeres volt az albumról, azonban kislemezen nem jelent meg.

## Tracklista
LP Album
 Németország (Hansa 25 721 OT)
1. "I Can’t Stand the Rain" - 6:33
2. "Movin'" - 4:22
3. "I'll Take You There - 2:50
4. "Computer Love" - 4:35
5. "The Way We Were" - 4:20
6. "Do You Know What It Feels Like" - 4:46
7. "Be Yourself" - 3:42
8. "I Can't Carry On" - 3:23
9. "Wayward Love" - 3:50
10. "Party, Party" - 2:58

## Slágerlista
| Slágerlista 1977 | Legmagasabb helyezés |
| ---------------- | -------------------- |
| Svédország       | 25                   |
| Egyesült Államok | 133                  |

## Külső hivatkozások
- Orosz CD megjelenés[3]
- Hallgasd meg a dalt I Can’t Stand the Rain[4]